# 小行星5990
小行星5990（英語：5990 Panticapaeon）是一颗围绕太阳公转的小行星。1977年3月9日，尼古拉·切爾尼赫在克里米亚发现了此天体。
这颗小行星的绝对星等为224.49280等。